# Wuhan Open
A Wuhan Open évente megrendezett női tenisztorna Vuhanban, Kínában. A verseny 2019-ig Premier 5 kategóriájú volt, 2024-től WTA1000 tornák közé tartozik, összdíjazása 3 221 715 dollár. Az egyéni főtáblán ötvenhat játékos szerepel, az első nyolc kiemelt az első fordulóban erőnyerő. A mérkőzéseket kemény pályán játsszák.

## Története
2014-től Premier 5 kategóriájúként került fel a WTA versenynaptárába, majd a Covid19 világjárvány miatti 2020-2023 közötti kényszerszünetet követően a WTA1000 tornák közé sorolták. Ez a hatodik WTA torna, és egyben a második Premier kategóriájú torna volt Kínában. A torna első győztese a cseh Petra Kvitová volt.

## Döntők

### Egyéni
| Év        | Győztes                                | Ellenfél a döntőben                    | Eredmény a döntőben                    |
| --------- | -------------------------------------- | -------------------------------------- | -------------------------------------- |
| 2024      | Arina Szabalenka                       | Cseng Csin-ven                         | 6–3, 5–7, 6–3                          |
| 2020–2023 | Elmaradt a Covid19 világjárvány miatt. | Elmaradt a Covid19 világjárvány miatt. | Elmaradt a Covid19 világjárvány miatt. |
| 2019      | Arina Szabalenka                       | Alison Riske                           | 6–3, 3–6, 6–1                          |
| 2018      | Arina Szabalenka                       | Anett Kontaveit                        | 6–3, 6–3                               |
| 2017      | Caroline Garcia                        | Ashleigh Barty                         | 6–7(3), 7–6(4), 6–2                    |
| 2016      | Petra Kvitová (2)                      | Dominika Cibulková                     | 6–1, 6–1                               |
| 2015      | Venus Williams                         | Garbiñe Muguruza                       | 6–3, 3–0 feladta                       |
| 2014      | Petra Kvitová                          | Eugenie Bouchard                       | 6–3, 6–4                               |

### Páros
| Év        | Győztesek                              | Ellenfelek a döntőben                      | Eredmény a döntőben                    |
| --------- | -------------------------------------- | ------------------------------------------ | -------------------------------------- |
| 2024      | Anna Danilina Irina Hromacsova         | Asia Muhammad Jessica Pegula               | 6–3, 7–6(6)                            |
| 2020–2023 | Elmaradt a Covid19 világjárvány miatt. | Elmaradt a Covid19 világjárvány miatt.     | Elmaradt a Covid19 világjárvány miatt. |
| 2019      | Tuan Jing-jing Veronyika Kugyermetova  | Elise Mertens Arina Szabalenka             | 7–6(3), 6–2                            |
| 2018      | Elise Mertens Demi Schuurs             | Andrea Sestini Hlaváčková Barbora Strýcová | 6–3, 6–3                               |
| 2017      | Csan Jung-zsan Martina Hingis          | Aojama Súko Jang Csao-hszüan               | 7–6(5), 3–6, [10–4]                    |
| 2016      | Bethanie Mattek-Sands Lucie Šafářová   | Szánija Mirza Barbora Strýcová             | 6–1, 6–4                               |
| 2015      | Martina Hingis Szánija Mirza           | Irina-Camelia Begu Monica Niculescu        | 6–2, 6–3                               |
| 2014      | Martina Hingis Flavia Pennetta         | Cara Black Caroline Garcia                 | 6–4, 5–7, [12–10]                      |